# Raïon de Krouhlaïe
Le raïon de Krouhlaïe (en biélorusse : Круглянскі раён, Krouhlaïeski raïon) ou raïon de Krougloïe (en russe : Круглянский район, Krouglianski raïon) est une subdivision de la voblast de Moguilev, en Biélorussie. Son centre administratif est la commune urbaine de Krouhlaïe.

## Géographie
Le raïon couvre une superficie de 881,81 km2, dans le nord de la voblast. Le raïon de Krouhlaïe est limité au nord par la voblast de Vitebsk (raïon de Talatchyn), à l'est par le raïon de Chklow, au sud par le raïon de Bialynitchy et à l'ouest par la voblast de Minsk (raïon de Kroupki).

## Histoire
Le raïon de Krouhlaïe a été créé le 17 juillet 1924.

## Population

### Démographie
Les résultats des recensements de la population (*) font apparaître une baisse presque continue de la population depuis 1959. Ce déclin s'est accéléré dans les premières années du XXIe siècle :
| 1959*  | 1970*  | 1979*  | 1989*  | 1999*  | 2009*  |
| ------ | ------ | ------ | ------ | ------ | ------ |
| 28 461 | 23 509 | 20 303 | 19 111 | 19 032 | 15 761 |

### Nationalités
Selon les résultats du recensement de 2009, la population du raïon se composait de deux nationalités principales :
- 94,46 % de Biélorusses ;
- 4,05 % de Russes.

### Langues
En 2009, la langue maternelle était le biélorusse pour 86,9 % des habitants du raïon de Krouhlaïe et le russe pour 11,9 %. Le biélorusse était parlé à la maison par 66,7 % de la population et le russe par 25,65 %.